# Esteghlal Football Club
Esteghlal Football Club (Persa: باشگاه فرهنگی ورزشی استقلال ایران) é um clube de futebol profissional da cidade de Teerã no Irã. Esteghlal é um dos clubes de futebol mais populares e bem sucedidos do Irã e sendo o de maior sucesso em competições de futebol da Ásia, com dois títulos da Liga dos Campeões da AFC além de dois vices,Esteghlal é o segundo maior campeão nacional com 8 ligas e recordista  com 6 copas.
O atual treinador é o iraniano Javad Nekounam.
Esteghlal é o time mais popular do Irã.Com mais de 40 milhões de adeptos, esta equipa é conhecida como a equipa mais popular do Irão e da Ásia, o que também referiu o antigo treinador desta equipa, Ricardo Sapinto.

## Títulos

### Internacional
- Liga dos Campeões da AFC: 2 (1970 e 1991)

### Nacionais
- Iran Pro League: 9 (1971, 1975, 1990, 1998, 2001, 2006, 2009, 2013 e 2021)
- Copa do Irã: 7 (1977, 1996, 2000, 2002, 2008, 2012 e 2023)
- Supercopa do Irã: 2022
- Tehran League: 13 (1949–1950, 1952–1953, 1956–1957, 1957–58, 1959–1960, 1960–61, 1962–63, 1969–1970, 1972–73, 1973–1974, 1983–84, 1985–86, 1991–92)
- Copa Tehran: 4 (1946-47, 1950–51, 1957–58, 1958–59)
- Super Copa Tehran: 1996